# Wassil Neszjarenka

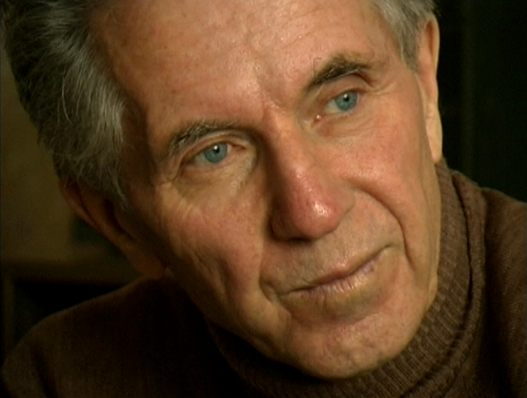
Wassil Neszjarenka

Wassil Baryssawitsch Neszjarenka (belarussisch Васіль Барысавіч Несьцярэнка, russisch Василий Борисович Нестеренко Wassili Borissowitsch Nesterenko; * 2. Dezember 1934 in Krasnyj Kut, Ukrainische SSR; † 25. August 2008) war ein belarussischer Kernphysiker und Kernreaktorexperte.
Neszjarenka arbeitete vor der Nuklearkatastrophe von Tschernobyl als Direktor des Instituts für Kernenergie in Minsk, wo sowjetische Reaktorkonzepte entwickelt wurden.
Neszjarenka absolvierte 1958 die Moskauer Höhere Technische Schule. 1968 wurde er Doktor der technischen Wissenschaften und 1969 Professor. Seit 1972 war er korrespondierendes Mitglied der Nationalen Akademie der Wissenschaften von Belarus. 1979 wurde er mit dem Titel eines Verdienten Arbeiters der Wissenschaft und Technologie der BSSR geehrt und 1986 erhielt er den Staatspreis der BSSR. Wassil Neszjarenka war Autor von mehr als 300 wissenschaftlichen Arbeiten, darunter 15 Monographien.
Während der Reaktorhavarie von 1986 war er Direktbeteiligter an den Hubschrauberaktionen, welche zwecks Eindämmung der Radioaktivitätsfreisetzung verschiedene Materialien auf den Reaktor abwarfen. Drei seiner damaligen Begleiter im Hubschrauber starben in der mittelfristigen Nachphase des Unfalls an akuteren Strahlenwirkungen, er selber überlebte bis 2008, wobei er seine letztlich den Tod durch Operation verursachende Erkrankung ebenfalls auf die damalige Strahlenbelastung zurückführte.
Nach einem Gesinnungswandel 1986 bemühte sich Neszjarenka intensiv um die Strahlenopfer des Unfalls, insbesondere auch um die Tausende von Kindern, die mit strahlungsbedingtem Schilddrüsenkrebs zu kämpfen hatten, und 1990 gründete er unter anderem zu diesem Zweck zusammen mit Andrej Sacharow das Institut Belrad. Am 27. April 2001 wurde auf Neszjarenkas Wunsch hin die französisch-belarussische Organisation Enfants de Tchernobyl Bélarus (Kinder von Tschernobyl, Belarus) gegründet, welcher er bis zu seinem Tod als Vizepräsident vorstand. Er war zudem auch publizistisch im Themenbereich der Tschernobyl-Unfallkonsequenzen aktiv.
Neszjarenkas Leben nach der Reaktorkatastrophe und sein Engagement werden in dem Roman Der Radfahrer von Tschernobyl des spanischen Schriftstellers Javier Sebastián Luengo verarbeitet.